# علاقات أبخازيا الخارجية

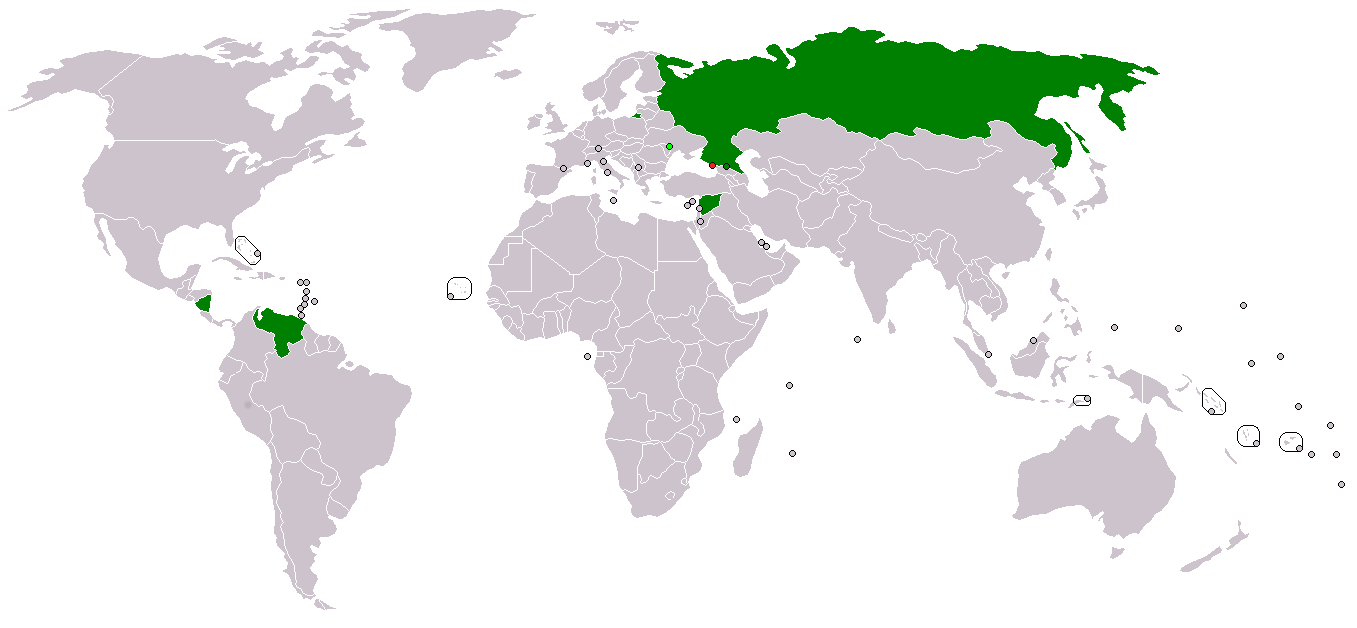

إن جمهورية أبخازيا دولة أعلنت استقلالها بنفسها ومعترف عليها من قبل روسيا ونيكاراغوا وفنزويلا وناورو وأوسيتيا الجنوبية وترانسنيستريا وسوريا بشار الأسد. أعلنت أبخازيا استقلالها عن جورجيا في 1993، لكنها لم تتلق أي اعتراف رسمي من عضو في الأمم المتحدة إلا بعد حرب أوسيتيا الجنوبية 2008.

## وزير الخارجية
تشيريكبا فياتشيسلاف

## العلاقات الدبلوماسية
| البلد            | تاريخ الاعتراف الديبلوماسي | ملاحظات |
| ---------------- | -------------------------- | --- |
| أوسيتيا الجنوبية | 2006-11-17                 | - في نوفمبر 2006، اعترفت أوسيتيا الجنوبية تبادلياً باستقلال أبخازيا. |
| ترانسنيستريا     | 2006-11-17                 | - في نوفمبر 2006، اعترفت ترانسنيستريا تبادلياً باستقلال أبخازيا. |
| روسيا            | 2008-08-26                 | - في أغسطس 2009، أصبحت روسيا أول دولة عضوة في الأمم المتحدة تعترف باستقلال أبخازيا. كما بنت روسيا سفارة في سوخومي، وتنوي إنشاء مكتب تجاري لتعزيز الأعمال الاقتصادية في المنطقة. |
| فنزويلا          | 2009-09-10                 | - في سبتمبر 2009،، أصبحت فنزويلا ثالث دولة عضوة في الأمم المتحدة تعترف باستقلال أبخازيا.                                                                                        |
| ناورو            | 2009-12-15                 | - في ديسمبر 2009، أصبحت ناورو رابع دولة عضوة في الأمم المتحدة تعترف باستقلال أبخازيا.                                                                                           |
| نيكاراغوا        | 2008-08-26                 | - في سبتمبر 2009، أصبحت نيكاراغوا ثاني دولة عضوة في الأمم المتحدة تعترف باستقلال أبخازيا.                                                                                       |

## علاقات مع دول أخرى
مع أن تركيا لم تعترف باستقلال أبخازيا، إلى أن الحكومتين تتمتعان بعلاقات قوية وطيبة، نظراً لوجود الشتات الأبخازي والشركسي الكبير في تركيا الذين يبلغ عددهم أكثر من ثلاثة ملايين. كما رحبت الدول المستقلة الغير المعترف بها الجمهورية العربية الصحراوية الديمقراطية وجمهورية شمال قبرص التركية بالاعتراف الروسي باستقلال أبخازيا، كما فعلت ذلك السلطة الفلسطينية.

## مشاكل الفيزا
تقوم عدد من الدول التي لا تعترف باستقلال أبخازيا برفض طلبات الفيزا الأبخازية، على الرغم من أن الطلبات تجري في موسكو بناء على جنسية الشخص الروسية الثانية. فمثلاً قامت السفارة الأمريكية في أكتوبر 2006 إعطاء فيزا لوزير الشؤؤن الخارجية الأبخازي سيرغي شامبا، الذي كان سيحضر ندوة لمجلس أمن الأمم المتحدة في نيويورك متناولة موضوع مهمة مراقبة للأمم المتحدة في جورجيا.

## المهمات الدبلوماسية
لدى أبخازيا حالياً سفارتين خارج البلاد، في روسيا وفنزويلا، كما يوجد فيها سفارتين، لروسيا وأوسيتيا الجنوبية.

## الروابط الخارجية
- (بالإنجليزية)The Ministry of Foreign Affairs of the Republic of Abkhazia web site